# Разлив нефти на Deepwater Horizon
Разлив нефти на скважине Deepwater Horizon (также известный как «нефтяной разлив BP») — техногенная катастрофа, которая началась 20 апреля 2010 года у побережья Соединенных Штатов в Мексиканском заливе на
месторождении Маккондо, управляемом компанией BP. Считается крупнейшим морским разливом нефти в истории нефтяной промышленности и, по оценкам, на 8-31 % больше по объёму, чем предыдущий крупнейший разлив нефти Ixtoc I, также в Мексиканском заливе. Федеральное правительство США оценило общий выброс в 4900 Mbbl (210 миллион US gal; 780 000 m3). После нескольких неудачных попыток сдержать поток 19 сентября 2010 г. скважина была объявлена закрытой. В отчетах в начале 2012 года указывалось, что скважина все ещё протекает. Разлив нефти на платформе Deepwater Horizon считается одной из крупнейших экологических катастроф в мировой истории.
Были приняты масштабные меры по защите пляжей, водно-болотных угодий и устьев рек с использованием скиммерных судов, плавучих боновых заграждений, контролируемых сжиганий и 1,84×106 US gal (7000 m3) диспергатора нефт. Был нанесен значительный ущерб морской среде и местам обитания диких животных, а также рыболовству и туризму. В 2013 году с пляжей в Луизиане было удалено 2200 тонн нефтесодержащих материалов . Бригады по очистке от нефти работали на 55 mi (89 км) береговой линии Луизианы в течение 2013 г.. Нефть по-прежнему обнаруживали вдали от площадки Макондо, в водах Флориды Панхандл и залива Тампа, где, по словам ученых, смесь нефти и диспергента залегает в песке. В апреле 2013 года сообщалось, что дельфины и другие морские обитатели продолжают гибнуть в рекордных количествах, при этом детеныши дельфинов умирают в шесть раз чаще, чем обычно. В одном исследовании, опубликованном в 2014 году, сообщалось, что у тунцов и амберджека, подвергшихся воздействию нефти в результате разлива, развились деформации сердца и других органов, которые, как ожидается, приведут к летальному исходу или, по крайней мере, к сокращению жизни, а другое исследование показало, что кардиотоксичность могла быть широко распространена у животных, подвергшихся воздействию разлива.
В ходе многочисленных расследований были изучены причины взрыва и последовавшего за ним разлива. В отчете правительства США, опубликованном в сентябре 2011 года, указывалось на дефекты цемента в скважине, в основном по вине BP, а также оператора буровой установки Transocean и подрядчика Halliburton. Ранее, в 2011 году, комиссия Белого дома также обвинила BP и её партнеров в ряде решений по сокращению расходов и неадекватной системе безопасности, но также пришла к выводу, что разлив стал результатом «системных» коренных причин и «отсутствия значительных реформ как в отраслевой практике, так и в государственной политики, и вполне может повториться».
В ноябре 2012 года BP и Министерство юстиции США урегулировали федеральные уголовные обвинения, при этом BP признала себя виновной по 11 пунктам обвинения в непредумышленном убийстве, двум правонарушениям и обвинению во лжи Конгрессу США . BP также согласилась на четырёхлетний государственный контроль за её методами безопасности и этикой, а Агентство по охране окружающей среды объявило, что BP будет временно запрещено заключать новые контракты с правительством США. BP и Министерство юстиции договорились о рекордной сумме в $4,525 млрд штрафов и других выплат. Но на 2018 год , затраты на очистку, сборы и штрафы обошлись компании более чем в $65 миллиардов
В сентябре 2014 года судья окружного суда США постановил, что BP несет основную ответственность за разлив нефти из-за её грубой небрежности и безрассудного поведения. В апреле 2016 года BP согласилась заплатить $20,8 миллиардов штрафов, что является крупнейшим корпоративным урегулированием в истории Соединенных Штатов.
По мнению известного экономиста Роберта Каплана одной из причин аварии стала неверная методика оценки стратегических рисков.